# Luhanka
Luhanka es un municipio de Finlandia ubicado en la región de Finlandia Central.
En 2022, el municipio tenía una población de 693 habitantes. Es el municipio menos poblado de la parte continental del país; solamente algunos municipios de Åland están menos poblados.
Comprende un conjunto de áreas rurales poco pobladas en torno a la costa oriental del lago Päijänne, unos 40-50 km al sur de Jyväskylä.